# Neoapocreadium coili
Neoapocreadium coili är en plattmaskart. Neoapocreadium coili ingår i släktet Neoapocreadium och familjen Homalometridae. Inga underarter finns listade i Catalogue of Life.